# Fons Cornelissen
Alfons (Fons) Cornelissen (Baarle-Hertog, 21 augustus 1926) is een  Belgisch voormalig christendemocratisch politicus voor de CDK.

## Levensloop
Cornelissen groeide op in een arbeidersgezin van acht kinderen. Zijn vader was postbode en zijn moeder (Miet Verhoeven) had een textielwinkel. Zij was actief in het verzet tijdens zowel de Eerste als de Tweede Wereldoorlog. Op het einde van de Tweede Wereldoorlog werd ze gefusilleerd door de Duitsers.
Hij gaat aan de slag bij de Tilburgse Katoenspinnerij. Daarnaast was hij actief in het jeugdwerk en was hij de oprichter van het jeugdhuis in de gemeente. Na acht jaar ging hij aan de slag bij Philips in Turnhout, waar hij syndicaal afgevaardigde was voor het ACV. Hij was er werkzaam van 1956 tot 1982. In 1971 werd hij verkozen op de lijst van burgemeester jules Loots en onmiddellijk daarop aangesteld als schepen, een functie die hij uitoefende tot 1976. Dan belandde hij in de oppositie voor zes jaar. In 1989 werd hij burgemeester van Baarle-Hertog, een functie die hij uitoefende tot 2002.
Hij is gehuwd. Uit dit huwelijk ontsproten drie kinderen.